# Xocalı (ort)
Xocalı är en ort i Azerbajdzjan.   Den ligger i distriktet Saljan, i den sydöstra delen av landet, 120 km sydväst om huvudstaden Baku. Antalet invånare är 365.
Terrängen runt Xocalı är mycket platt. Närmaste större samhälle är Salyan, 6,9 km norr om Xocalı.
Trakten runt Xocalı består till största delen av jordbruksmark. Runt Xocalı är det ganska glesbefolkat, med 47 invånare per kvadratkilometer.